# Andrew Davies (Politiker)

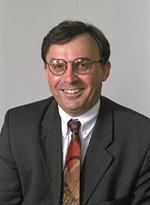
Andrew Davies

Andrew Davies (* 5. Mai 1952) ist ein walisischer Politiker. Von 1999 bis 2011 war er Mitglied der walisischen Nationalversammlung für den Wahlkreis Swansea. Er ist Mitglied der Labour Party.
Zuerst war Davies in der ersten walisischen Regierung seit der Devolution Chief Whip. Die Regierung wurde von Alun Michael geführt. Zwischen 2000 und 2007 hatte er dann verschiedenste Posten in der Regierung von Rhodri Morgan inne. Zunächst war er Minister für die Angelegenheiten des Parlaments, später ab 2002 Minister für Wirtschaft und Transport. Kurzzeitig war Davies Minister für Gesundheit und Soziale Dienste in einer Minderheitsregierung, in der Koalition mit Plaid Cymru war er Finanzminister. Als Carwyn Jones First Minister wurde, schied er aus der Regierung aus. Bei den Parlamentswahlen 2011 trat er nicht erneut an.
Nachdem Davies aus dem Amt ausgeschieden war, war er von 2013 bis 2019 Vorsitzender des Aufsichtsrates der Universität South Wales.